# Щербаки (Кугарчинський район)
Щербаки́ (рос. Щербаки, башк. Щербаки) — хутір у складі Кугарчинського району Башкортостану, Росія. Входить до складу Побоїщенської сільської ради.
Населення — 18 осіб (2010; 26 в 2002).
Національний склад:
- росіяни — 100%